# Hagwon

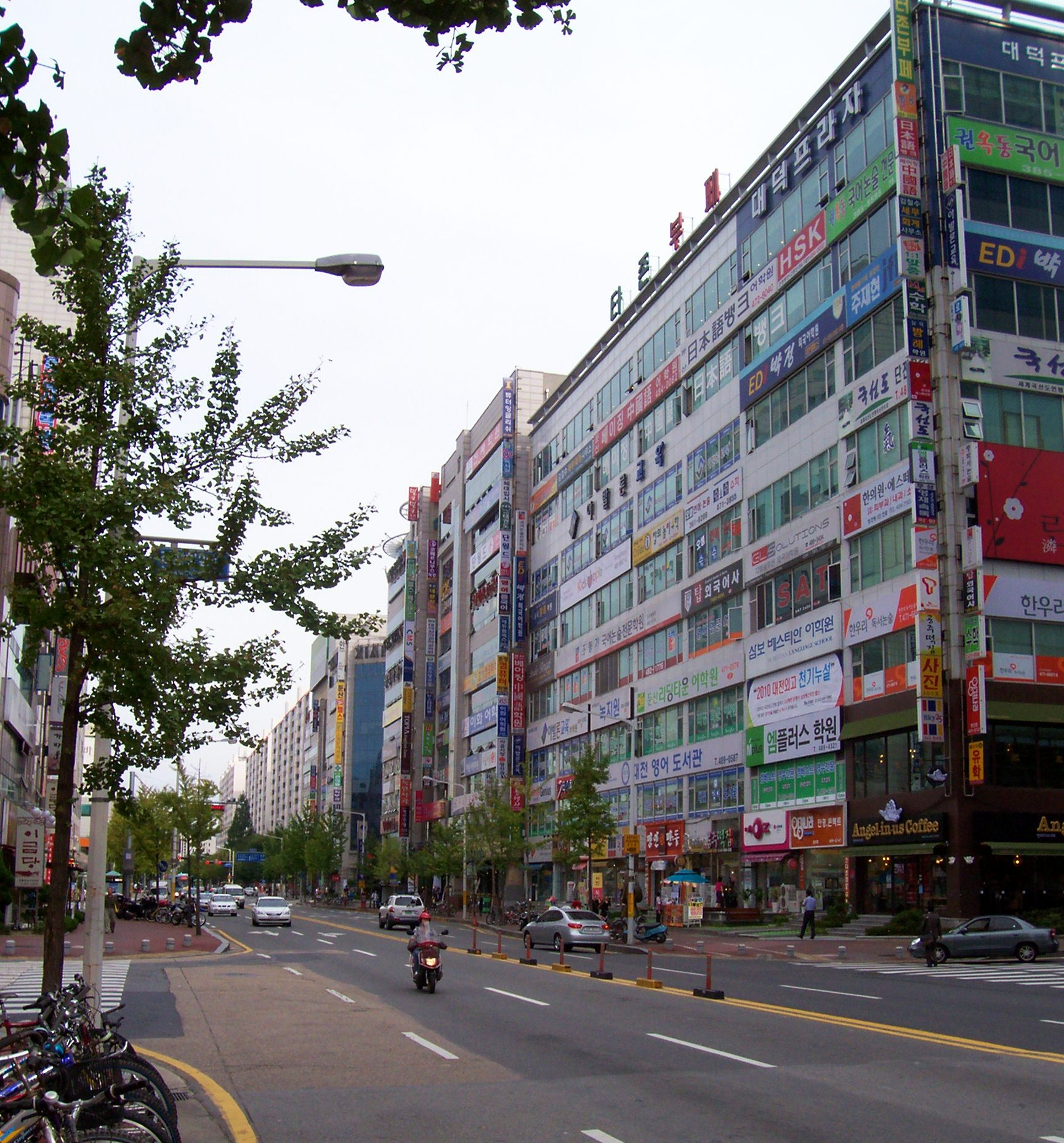
Hakwon Daejeon Dunsan-dong

Hagwon (hangul: 학원, hanja: 學院, Hán Việt: học viện), đôi khi còn được viết là hagweon hoặc hakwon là hình thức trường tư phổ biến ở Hàn Quốc với hình thức kinh doanh giáo dục thông qua dạy thêm học thêm. Mặc dù được biết tới nhiều nhất qua việc tổ chức luyện thi cho học sinh nâng cao điểm số tại các kì thi, đặc biệt là kì thi vào cấp III và kì thi vào đại học (suneung), hagwon còn cung cấp nhiều dịch vụ khác như dạy thêm giúp học sinh nâng cao kết quả học tập tại nhà trường chính khóa, cung cấp kiến thức bổ sung cho học sinh kém, và giảng dạy các môn học không được cung cấp tại nhà trường chính khóa. Mỗi hagwon thường tổ chức dạy một môn chuyên biệt như toán, ngoại ngữ, khoa học, nhiều hagwon còn tổ chức dạy các môn ngoại khóa như âm nhạc, hội họa, bơi lội hay taekwondo. Cũng có những hagwon dành cho người lớn với các môn học như cắm hoa hay dạy lái xe và ngoại ngữ, đặc biệt là tiếng Anh. Đôi khi các trường tư do người Mỹ gốc Triều Tiên mở ra ở Hoa Kỳ cũng được gọi là hagwon.
Tại Hàn Quốc, hầu như học sinh mọi cấp đều học thêm ở hagwon, đôi khi trẻ em ở độ tuổi chưa đi học cũng được gửi vào đây. Thậm chí học sinh Hàn Quốc còn thường theo học một vài hagwon khác nhau cùng một lúc ngoài giờ học chính khóa. Một báo cáo năm 2008 cho thấy toàn Hàn Quốc có trên 70000 hagwon trong đó 47% là tập trung vào đối tượng học sinh cấp III. Một báo cáo năm 2010 cho thấy chỉ tính riêng ở Seoul đã có trên 25000 hagwon, trong đó gần 6000 đặt cơ sở tại khu Gangnam.
Một số ý kiến cho rằng hagwon có ích trong việc bổ sung các kiến thức mà trong giờ học chính khóa học sinh không được cung cấp, nhưng cũng có các ý kiến cho rằng hagwon chỉ làm tăng thêm sự ngăn cách giàu nghèo giữa các học sinh.

## Lịch sử
Năm 1885, Henry Appenzeller mở một trường tư lấy tên Paichai để làm bình phong cho hoạt động truyền đạo vốn khi đó bị cấm tại Triều Tiên. Tuy mục đích chính là truyền đạo, trường học này cũng tiến hành dạy tiếng Anh cho người Triều Tiên.
Năm 1980, tổng thống Hàn Quốc khi đó là Chun Doo-hwan ra sắc lệnh cấm việc dạy thêm, trong tiếng Hàn Quốc là kwa-oe (과외), vì cho rằng lợi thế của các trường tư đã tạo gánh nặng không hợp lý cho người dân nghèo và vì thế gây ra bất bình đẳng xã hội. Tuy nhiên sau đó lệnh cấm dần được nới lỏng với việc cho phép các cá nhân và cơ sở giáo dục tư tổ chức dạy thêm cho tới khi việc cấm bị hoàn toàn bãi bỏ vào thập niên 1990.
Việc kinh doanh hagwon tiến thêm một bước mới sau khi Tòa án Hàn Quốc ra phán quyết rằng việc chính phủ giới hạn mức trần học phí của các hagwon là vi hiến. Năm 2008, chính quyền Seoul bắt đầu xem xét quy định cho phép các hagwon được tự quản lý thời lượng giảng dạy nhưng sau đó lại quyết định giữ nguyên việc quản lý chặt chẽ như trước. Việc quản lý các hagwon của chính quyền đã vấp phải chỉ trích về tính hiệu quả khi mà nguồn lực của chính quyền thành phố là tương đối hạn chế trong việc giám sát các hagwon thi hành các quy định được đặt ra.
Tháng 3 năm 2008, chính phủ ra lệnh cấm giảng viên các trường học không được ra câu hỏi kiểm tra cho các hagwon sau khi một số giáo viên bị phát hiện đã để lộ các bài kiểm tra và câu hỏi cho các hagwon, giúp cho những học sinh đã học ở đây có được lợi thế khi làm bài kiểm tra ở trường chính khóa sau đó.